# Мередит, Соломон
Соломон Мередит (Solomon Meredith) (29 мая 1810 — 2 октября 1875) — американский фермер из штата Индиана, политик, юрист и генерал армии Союза во время гражданской войны в США. Прославился тем, что командовал «Железной бригадой» Потомакской армии во время сражения при Геттисберге.

## Ранние годы
Соломон Мередит родился в округе Гилфорд, в Северной Каролине, в семье Дэвида и Мэри Фаррингтон Мередит. Его родители были квакерами, поэтому Соломон обучался дома. Его дед, Джеймс Мередит, участвовал в сражении при Джилдфорд-Кортхаус в годы американской войны за независимость. В 1829 году Соломон переехал в округ Уэйн в Индиане, где занялся лесным хозяйством и фермерством.
В 1834 году он стал шерифом округа Уэйн и прослужил на этой должности два года. Он так же попал в палату представителей Индианы на четыре срока. За высокий рост его прозвали «Long Sol» (Длинный Сол).

## Гражданская война
Когда началась война, Мередит навербовал в своем округе несколько сот человек и превратил их в добровольческий пехотный полк. Полк был назван 19-м индианским, и губернатор Оливер Мортон присвоил Мередиту звание полковника (29 июля 1861), несмотря на отсутствие у него военного опыта. Полк был переправлен по железной дороге в Вашингтон, где присоединился к Потомакской армии. Его объединили с тремя висконсинскими полками в бригаду, известную впоследствии как «Железная».
Как человек, получивший звание полковника исключительно благодаря своим связям, Мередит не вызывал симпатии у солдат. Образовалось даже что-то вроде заговора с целью помочь ему получить звание бригадного генерала и тем самым избавиться от него. «В противном случае, — писал полковой хирург, — полк составит петицию с просьбой его уволить». В январе 1862 года инспекция докладывала, что полк находится в плохом состоянии и по уровню дисциплины считается самым худшим в бригаде.
Первым сражением в его карьере стало Второе сражение при Бул-Ране, где он принял участие в самом первом бою, известном как бой у Браун-Фарм. Здесь под ним была убита лошадь и Мередит сломал несколько ребер. Однако, вскоре Мередит вернулся в строй и принял участие в Мерилендской кампании, в частности, в сражении у Южной горы. Сразу после сражения он сослался на последствия травмы и общее утомление и покинул полк, отправившись в Вашингтон, чтобы восстанавливать здоровье и добиваться повышения. В сражении при Энтитеме его полком командовал подполковник Элоис Бэчман, который погиб во время наступления на кукурузном поле. Джон Гиббон, командир железной бригады, расценил исчезновение Мередита накануне боя как дезертирство. Однако, в октябре 1862 Гиббон был повышен до командира дивизии и покинул бригаду, оставив Лизандера Катлера временным командиром. Мередит сразу начал добиваться этого места и добился рекомендации генерала Бернсайда (который был родом из Индианы), а также поддержки Джозефа Хукера, который хотел таким путём наладить отношения с губернатором Мортоном. В итоге, по словам Гиббона, «компетентный полковник [Катлер] был отстранен, и заменен некомпетентным бригадным генералом».
Первым сражением Мередита в роли бригадного генерала стала битва при Фредериксберге. Бригада не участвовала в серьёзных боях, однако при наступлении на правый фланг южан именно 19-й индианский попал под фланговый огонь артиллерии Джона Пелхама.
После сражения дивизионный командир Эбнер Даблдей обвинил Мередита в невыполнении приказа и отстранил его от командования. Однако, Мередиту удалось вернуться к этой должности и весной 1863 года он снова командовал бригадой в сражении при Чанселорсвилле. Бригаде снова не довелось проявить себя и в итоге к началу геттисбергской кампании Мередитт так и не доказал своей компетентности. Его бригада в ту кампанию насчитывала пять полков:
- 19-й Индианский пехотный полк: полковник Самуэль Уильямс
- 24-й Мичиганский пехотный полк: полковник Генри Морроу
- 2-й Висконсинский пехотный полк: полковник Люциус Фэирчайлд[англ.]
- 6-й Висконсинский пехотный полк: подполковник Руфус Дэйвс[англ.]
- 7-й Висконсинский пехотный полк: полковник Уильям Робинсон

### Геттисберг
Бригада Мередита состояла в дивизии Уодсворта, которая первой подошла к Геттисбергу 1 июля 1863 года, когда кавалеристы Бьюфорда уже втянулись в бой на хребте Макферсона. Бригада шла второй после бригады Катлера, и вышла на хребет Макферсона в 10:30, успев сменить людей Бьюфорда. 6-й висконсинский пришел на позицию последней и занял место на правом фланге бригады уже в ходе боя.
Бригада сразу же атаковала врукопашную теннессийскую бригаду генерала Арчера. Натиск «Железной» был столь хорош, что 3 полка бригады Арчера сдались, её остатки были отброшены за Уиллоу-Ран, а сам Арчер захвачен в плен. Люди Мередита преследовали их некоторое время, затем вернулись на позицию и в это время начался артиллерийский обстрел. Мередит был ранен в голову осколком снаряда, одновременно под ним была убита лошадь, которая, падая, сломала ему правую ногу и несеколько ребер. Командование бригадой принял полковник Робинсон.
Мередит не оставил рапорта после Геттисберга, дивизионный генерал Уодсворт так же не сказал ничего о нём в своем рапорте, а корпусной командир (Даблдей) упомянул только его ранение. Ничего не говорят о действиях Мередита и рапорта полковых командиров.
Ранение сделало его непригодным к полевой службе. До конца войны Мередит прослужил на административных постах, командовал гарнизонами в Каиро и Падуке, а в 1864 попробовал попасть в палату представителей США.

## Послевоенная деятельность
После войны Мередит уволился из добровольческой армии во временном звании генерал-майора и вернулся в Индиану, занявшись фермерской деятельность. Он умер на своей ферме в 1875 году и был похоронен на кладбище Риверсайд в городе Кембридж, Индиана.